# Библиотека (журнал)
«Библиоте́ка» — общероссийский массовый профессиональный журнал, посвященный библиотечному делу. Основан в 1910 году. В журнале освещаются вопросы специфики работы различных видов библиотек, проблемы социологии чтения, фондоведения, подготовки и повышения квалификации библиотечных работников, внедрения новых технологий, библиотечного краеведения; публикуются материалы по истории и теории библиотечного дела. Широко представлены статьи о массовой работе библиотек. Тираж на 2013 год — около 6 000 экземпляров.

## История
- 1910 — основание Русским библиографическим обществом журнала «Библиотекарь». Журнал был одним из первых периодических изданий полностью посвященных описанию библиотечной деятельности и выходил 4 раза в год. Руководил редакцией и издавал журнал Богданов Павел Михайлович[2].
- 1923 — переименование журнала в «Красный библиотекарь» по инициативе Крупской Н. К. Журнал становится органом Министерства культуры РСФСР в библиотечной сфере[3][4]. Первым редактором журнала стала Смушкова Мария Аркадьевна[2].
- 1941—1946 — журнал не издавался[3].
- 1946 — переименование журнала в «Библиотекарь»[5][6][7]; продолжение выпуска журнала, как основного по вопросам теории и практики библиотечного дела в РСФСР[3].
- 1991 — преобразование журнала «Библиотекарь» в журнал «Библиотека», профессионального периодического издания для библиотек всех систем и видов, и освещающего проблемы развития библиотек России и зарубежных стран.[8].

## Редакционный совет
- Айгистов Р. А.
- Арцибашев А. Н.
- Беляев Ю. А.
- Гениева Е. Ю.
- Езова С. А.
- Ильина В. В.
- Карпухин О. И.
- Кубышкина О. П.
- Кузьмин Е. И.
- Лихоманов А. В.
- Логинов Б. Р.
- Мотульский Р. С.
- Осипов Г. Б.
- Фирсов В. Р.
- Шустова Л. В.

## Основные рубрики
- Центры помощи
- Сохраняя традиции, искать новое
- Стратегия развития
- Информационные технологии
- Беседы о профессии
- Православное просвещение
- Программа чтения
- Наследие
- Статус
- Краеведение
- Литературная гостиная